# Horst Löb
Horst Wolfgang Josef Adam Löb (Horst W. Loeb, * 14. September 1932 in Komotau, Tschechoslowakei; † 18. Oktober 2016 in Gießen) war ein deutscher Physiker, der als Hochschullehrer vor allem durch seine Arbeit auf dem Gebiet der elektrischen Raumfahrtantriebe bekannt war.

## Leben und Werk
Horst Löb wurde am 14. September 1932 in Komotau geboren. Im Zuge des Anschlusses des Sudetenlandes an das Deutsche Reich wurde er 1938 deutscher Staatsbürger. Nach dem Zweiten Weltkrieg kam die Familie über ein Flüchtlingslager in Ostdeutschland nach Gießen, wo Löb 1952 die Abiturprüfung ablegte und ein Studium der Physik begann. Im Juli 1957 erwarb er sein Diplom und begann das Promotionsstudium. Seine Dissertation aus dem Mai 1960 beschäftigte sich mit Radiofrequenz-Ionenquellen. Überlegungen, dass der Ionenstrom aus der Radiofrequenz-Ionenquelle hinreichend viel Schub für die Anwendung als Ionentriebwerk erzeugen könnte, wurden 1962 in der Zeitschrift Astronautica Acta publiziert und waren Gegenstand seines ersten Vortrags auf dem 15th International Astronautical Congress in Wien im Jahr 1964. Seit jenem Jahr wurde Löbs Forschung vom Bundesministerium für Forschung und Technologie gefördert. Löb wurde im Juni 1967 mit einer Abhandlung über Radiofrequenz-Ionentriebwerke habilitiert.
Horst Löb hat sein gesamtes Berufsleben am I. Physikalischen Institut der Universität Gießen verbracht. Im Juni 1970 wurde er „Wissenschaftlicher Rat und Professor als Abteilungsvorsteher“ der neueingerichteten Arbeitsgruppe „Plasmaphysik und elektrische Raumfahrtantriebe“. Ebenfalls 1970 wurde der Weltraumsimulationstank „Jumbo“ mit einem Volumen von 30 m³ in Betrieb genommen und ein Funktionsmuster des Radiofrequenz-Ionentriebwerks „RIT-10“ mit einem Durchmesser von 10 cm fertiggestellt. Damit begann auch eine intensive Zusammenarbeit des Institutes mit der Raumfahrtindustrie, die über Löbs Tod hinaus andauern sollte. Meilensteine waren die Flugerprobung des RIT-10 auf der EURECA-Mission 1992 und die Rettung des Satelliten der ARTEMIS-Mission im Jahr 2002. Nach seiner Pensionierung im September 1997 arbeitete Löb weiter an der Entwicklung des Radiofrequenz-Ionentriebwerks und an Studien zu seinen möglichen Anwendungen.
Neben der Forschung und Lehre war Löb in der akademischen Selbstverwaltung tätig: für mehrere Jahre als Mitglied des Senats und zweimal als Dekan des Fachbereichs Physik. Im September 1997 erfolgte der Eintritt in den Ruhestand.

## Ehrungen
Für seine Arbeiten wurde Löb mit der „Hermann-Oberth-Medaille“ des International Board of Space Promotion (Juni 2005) und mit der „Medal for Outstanding Achievement in Electric Propulsion“ der Electric Rocket Propulsion Society, später umbenannt in Stuhlinger-Medaille (Oktober 2005), geehrt. Im Mai 2009 erhielt er das Bundesverdienstkreuz 1. Klasse des Verdienstordens der Bundesrepublik Deutschland.
Löb war mit Krystyna Lisicka-Löb verheiratet und hatte eine Tochter. Er starb am 18. Oktober 2016 in Gießen.